# 沼生金钮扣
沼生金钮扣（学名：Acmella uliginosa）为菊科金钮扣属下的一个种。

## 扩展阅读
- 維基物種上的相關：沼生金钮扣